# کراسنایا
کراسنایا (به لاتین: Krasnaya) یک منطقهٔ مسکونی در روسیه است که در استان کالینینگراد واقع شده‌است.